# Echo och Narkissos (Poussin)
Echo och Narkissos (franska: Écho et Narcisse) är en oljemålning av den franske barockkonstnären Nicolas Poussin. Den är målad omkring 1630 och utställd på Louvren i Paris.
Poussin föddes 1594 i Normandie, men var bosatt i större delen av sitt liv i Rom där han utvecklade ett klassiskt måleri. Han intresserade sig inte nämnvärt för sin samtid utan fokuserade helt och hållet på historiska, mytologiska och bibliska motiv. Motivet i denna målning är hämtat från Ovidius Metamorfoser och myten om Echo och Narkissos. 
I den grekiska mytologin var Narkissos son till flodguden Kefissos och en najad. så underbart vacker att vem som än såg honom greps av kärlek. Echo var en bergsnymf som förälskade sig i honom. Men på grund av en förbannelse hade Narkissos bara ögon för sig själv. I målningen ligger Narkissos vid sidan av en damm och beundrar sin egen spegelbild. I bakgrunden syns den förtvivlade Echo vars sorg gjorde att hon sakta tynade bort tills bara hennes röst – ekot – återstod. Även Narkissos är döende och vid hans huvud har det börjat växa blommor med gyllene och vita kronblad, den blomma som fått hans namn – pingstlilja (del av narcissläktet). Barnet till höger är kärleksguden Eros.
Den brittiske prerafaeliten John William Waterhouse målade samma motiv 1903.